# احمد کانباز
احمد کانباز (انگلیسی: Ahmet Canbaz؛ زادهٔ ۲۷ آوریل ۱۹۹۸) بازیکن فوتبال اهل آلمان است.
از باشگاه‌هایی که در آن بازی کرده‌است می‌توان به باشگاه فوتبال ترابزون‌اسپور و باشگاه فوتبال هانوفر ۹۶ اشاره کرد.
وی همچنین در تیم‌های ملی فوتبال Turkey national under-15 football team, Turkey national under-16 football team, Turkey national under-17 football team, Turkey national under-19 football team، زیر ۲۰ سال ترکیه، و زیر ۲۱ سال ترکیه بازی کرده‌است.